# Danton (cuirassé)
Pour les articles homonymes, voir Danton (homonymie).
Le Danton est un cuirassé de la marine française de la classe Danton construit à partir de 1906. Mis en service actif en juin 1911, il fut coulé lors de la Première Guerre mondiale par le sous-marin allemand U-64 le 19 mars 1917 au large de la Sardaigne. L'épave du Danton a été découverte en 2007 et formellement identifiée en février 2009.

## Historique

### Construction et service actif

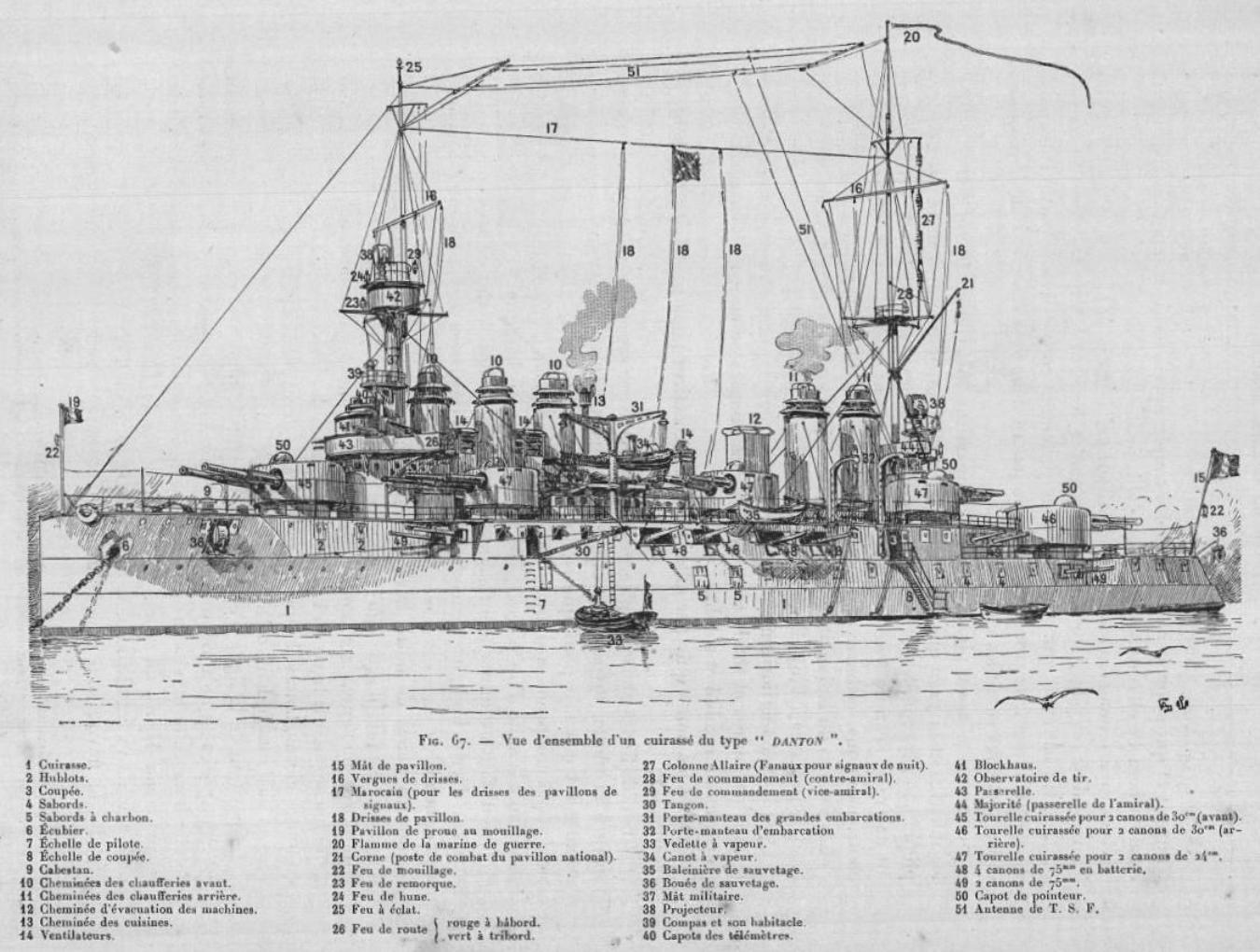
Vue détaillée du Danton montrant son armement et ses équipements.

Le Danton a constitué le premier modèle de sa classe de navire, appartenant à la catégorie des navires de guerre dits pré-Dreadnought et succédant à la classe Liberté. Déplaçant 3 000 tonnes de plus que ses prédécesseurs, ce bateau a été le premier de la marine française à utiliser des moteurs à turbines à vapeur. Commandé en 1906, ce bateau était  techniquement dépassé au moment de sa mise en service depuis l'élaboration par les Britanniques du HMS Dreadnought, mis à l'eau la même année, et qui devint le standard des cuirassés.
En mai 1909, pour le lancement du Danton, des manifestants socialistes empêchèrent sa mise à l'eau, qui finalement aura lieu le 4 juillet 1909. Il prit son service actif le 1er juin 1911 afin de se rendre au Royaume-Uni pour participer aux cérémonies de couronnement du roi George V. À son retour, le Danton fut assigné à la Première Escadre avec les premiers cuirassés-frères, post-Dreadnought, le Courbet et le Jean-Bart.
En 1913, le Danton, qui croise au large de Hyères, subit une explosion d'une tourelle de canons, tuant trois hommes d'équipage. Durant la Première Guerre mondiale, il sert dans la flotte de la Méditerranée afin d'assurer l'approvisionnement et de protéger de la marine austro-hongroise les troupes françaises. Le Danton, durant cette période, participa également, par sa présence près du détroit des Dardanelles, à bloquer le TCG Yavuz Sultan Selim turc en Mer Noire.

### Torpillage duDanton
Le Danton, qui faisait route de Toulon à Corfou, en Grèce, a été attaqué par un U-Boot de la marine impériale allemande, le U-64, le 19 mars 1917, vers 13 h, au large des côtes de la Sardaigne. Deux torpilles ayant touché la coque par l'avant et par le milieu, le bateau a coulé en 30 minutes. Au moment de sa perte, différents rapports ont fait état que le commandant du bateau, le capitaine de vaisseau Delage, et de nombreux officiers n'ont pas tenté d'évacuer le navire. Les appareils électriques du bateau avaient été touchés ce qui a empêché la mise à l'eau des embarcations de sauvetage. Les pertes humaines ont été de 296 marins au total sur les 946 membres d'équipage et 155 passagers marins devant rejoindre leur navire en Grèce. 806 personnes ont été récupérées par le contre-torpilleur Massue, aidé par le chalutier Louise-Marguerite , certains récupérés après près de 7 h de nage.

### Découverte de l'épave
L'épave a été retrouvée aux coordonnées géographiques 38° 45,3511′ N, 8° 03,3043′ E par plus de 1 000 m de fond, à 35 km au sud-ouest de la Sardaigne en 2007 lors d'études par la société de géotechnique hollandaise Fugro pour le tracé du futur gazoduc GALSI qui doit relier l'Algérie et l'Italie ; elle a été identifiée définitivement en février 2009 en raison de désaccords sur sa position avec l'amirauté française. Celle-ci pensait que l'épave reposait à plusieurs milles marins de son actuelle position. Ce sont les photos de ses tourelles portant des canons de 240 mm qui ont permis de lever l'ambiguïté. En 2013, le projet Danton est lancé, pour permettre au public de visiter virtuellement l'épave au moyen d'une modélisation 3D. un En 2017, l'épave est explorée par le Département des recherches archéologiques subaquatiques et sous-marines (DRASSM) du ministère de la Culture.

## Galerie: leDantonpendant la Première Guerre mondiale

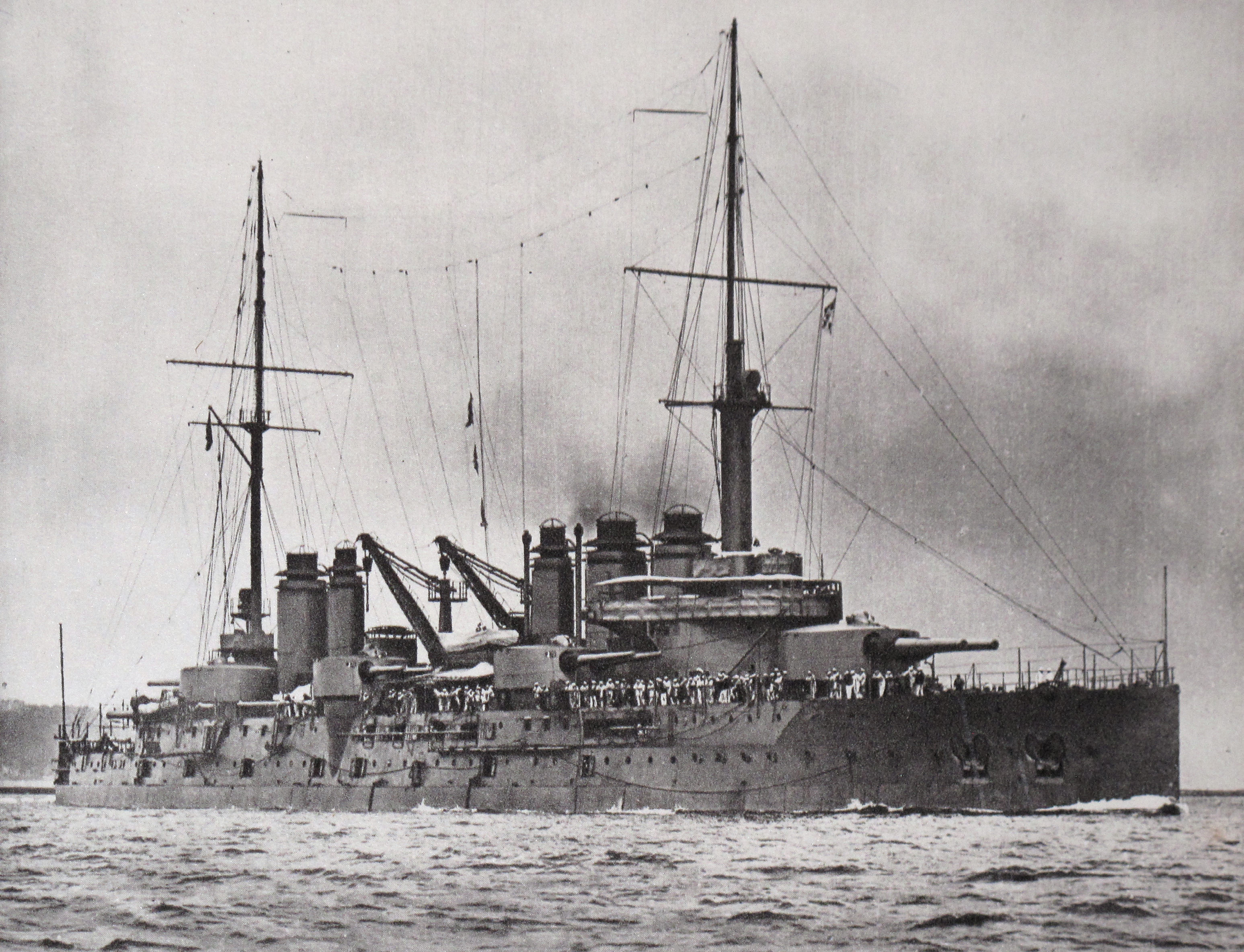
Le Danton à la mer. Lors de la Première Guerre mondiale, il effectue l’essentiel de ses missions en Méditerranée.
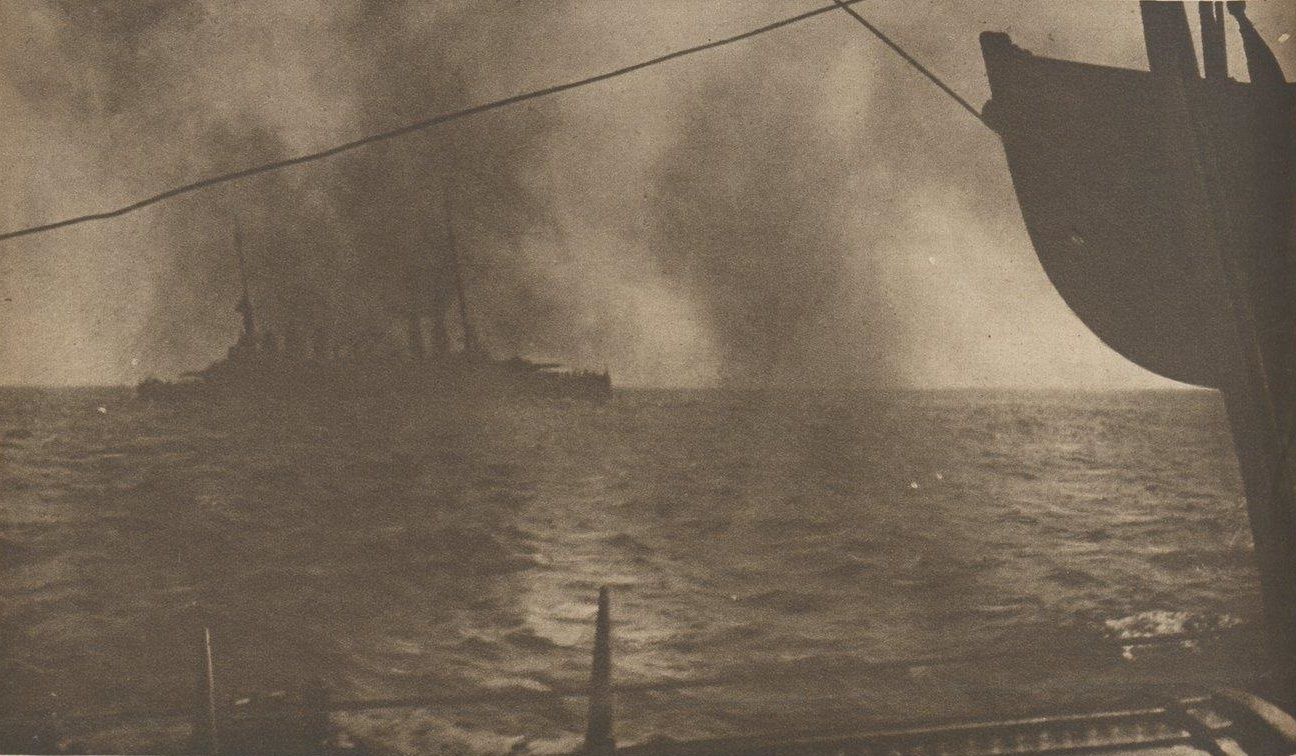
Le Danton quelques instants après son torpillage par l’U-Boot 64, le 19 mars 1917.
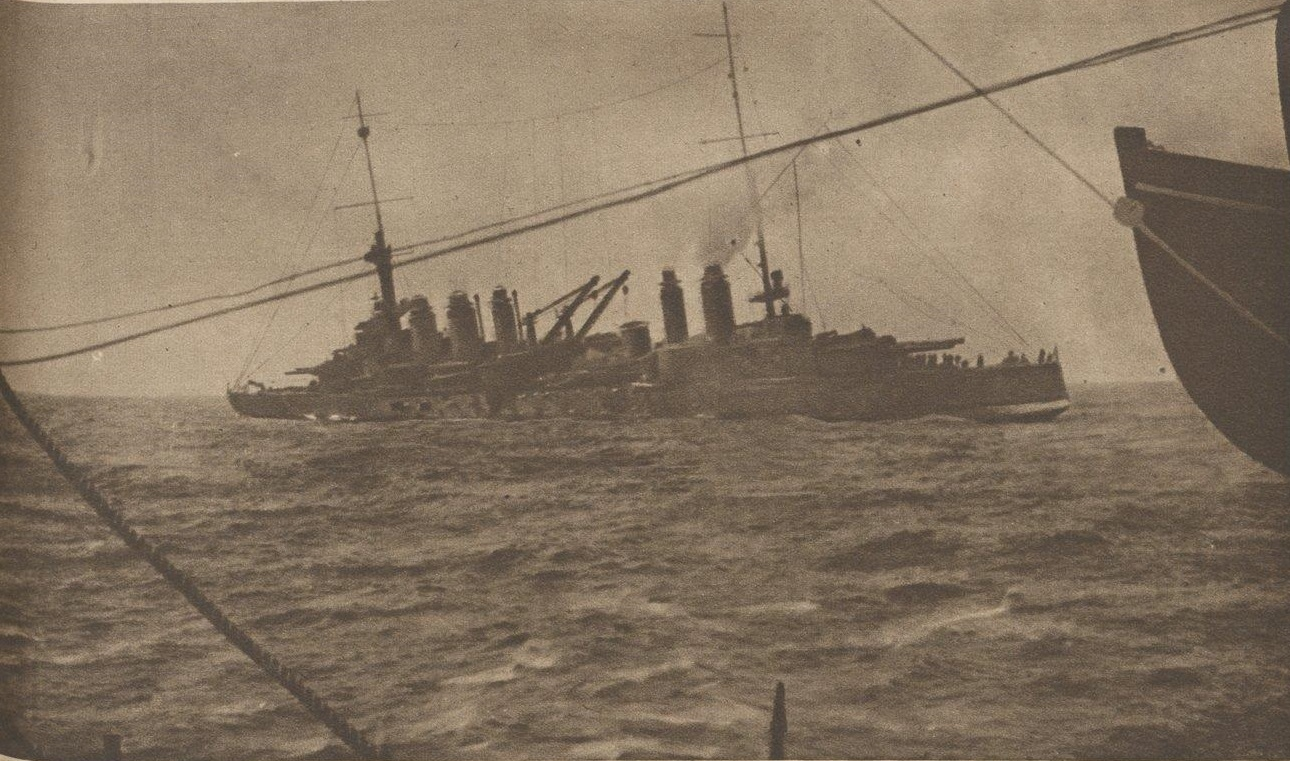
Malgré son blindage et son cloisonnement intérieur, le cuirassé coule en s’inclinant sur bâbord.
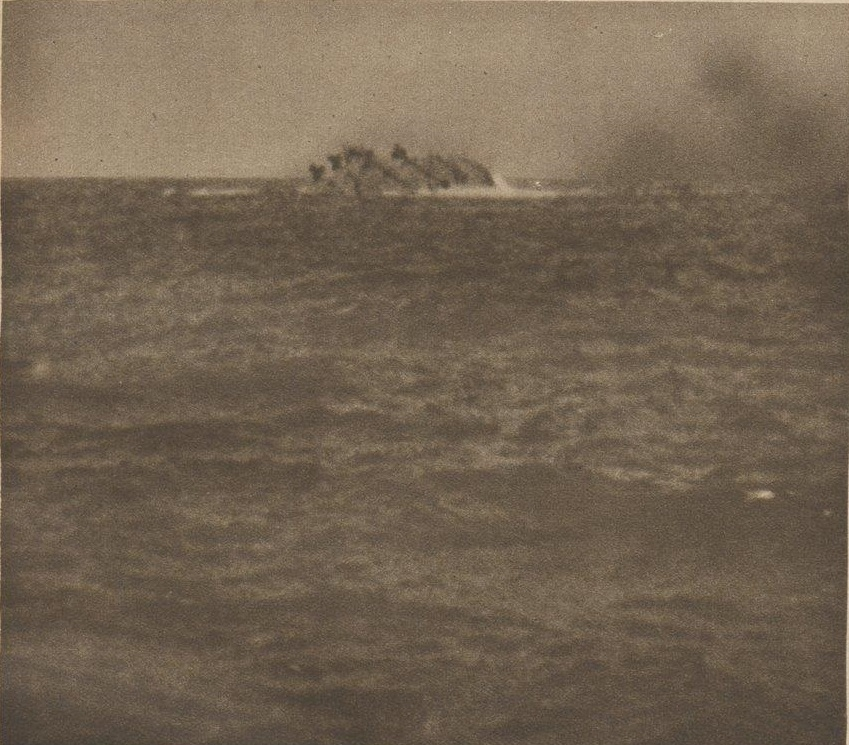
Le Danton chavire et sombre, mais une large partie de son équipage est sauvée. L’épave sera retrouvée en 2007.